# Реликтовая эмбия
Реликтовая эмбия, или средиземноморская эмбия (лат. Haploembia solieri) — вид эмбий, единственный представитель отряда в фауне России и Украины.

## Описание
Буроватые, почти одноцветные со слабыми светлыми пятнами. Размеры средние, длина самцов 8—9, самки 12—12,5 мм. Усики нитевидные, 18—19-члениковые. Обитают в каменистых предгорьях, под камнями и в подстилочном слое почвы, где строят паутинные ходы. Многие популяции партеногенетические.

## Распространение
Эмбия реликтовая широко распространена в районе Средиземного моря (Албания, Болгария, Греция, Италия, Испания, Португалия, Турция, Франция, Югославия), в том числе на Канарских островах, Корсике, Мадейре, Сардинии. Также в ареал входят: Крым, Россия (северный Кавказ). Африка (Египет, Марокко), Мексика, США (Аризона, Калифорния, Орегон, Техас, Юта).

## Охрана

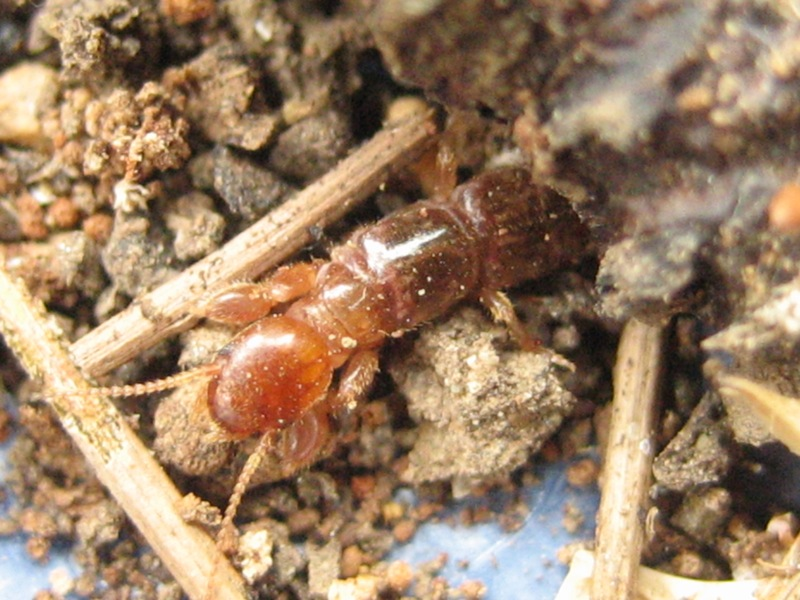

Охраняется в некоторых странах и регионах, например на Украине и в Дагестане (Статус: ІІІ категория. Редкий реликтовый средиземноморский вид монотипического рода). Была включена в Красную книгу СССР.